# Leptopyrgota amplipennis
Leptopyrgota amplipennis är en tvåvingeart som beskrevs av Friedrich Georg Hendel 1914. Leptopyrgota amplipennis ingår i släktet Leptopyrgota och familjen Pyrgotidae. Inga underarter finns listade i Catalogue of Life.